# 灰籽南瓜
灰籽南瓜（学名：Cucurbita argyrosperma）又名西洋南瓜，为葫芦科南瓜属的植物，原生于中美洲。

## 分布
原生於中美洲的墨西哥、尼加拉瓜、瓜地马拉及萨尔瓦多。
在哥斯达黎加、巴拿马有引入种群。